# Iaroslav Stețko
Iaroslav Stețko (în ucraineană Ярослав Стецько; n. 19 ianuarie 1912, Ternopil, Regatul Galiției și Lodomeriei, Austro-Ungaria – d. 15 iunie 1986, München, RFG) a fost premierul autoproclamatei Republici Ucrainene și președintele republicii ales de facțiunea „Bandera” a Organizației Naționaliștilor Ucraineni pe 30 iunie 1941

## Biografie

### Tinerețea
Iaroslav Stețko s-a născut pe 12 ianuarie 1912 în Ternopil, Ucraina (în acele vremuri în Austro-Ungaria), în familia unui preot greco-catolic. Părinții, Semen și Teodozia, l-au încurajat să studieze, lucru foarte dificil pentru tinerii ucraineni din Imperiul Austro-Ungar. Iaroslav nu doar că a absolvit liceul din Ternopil, dar și-a continuat studiile, obținând diploma în drept și filozofie al universităților din Cracovia și Lviv (1934).

### Activitatea naționalistă
Iaroslav Stețko a activat în cadrul organizațiilor naționaliste ucrainene încă din tinerețe. El a fost membru a trei organizații diferite: „Tineretul Naționalist Ucrainean” (Українська Націоналістична Молодь), unde a devenit membru al consiliului executiv în 1932, Organizația Militară Ucraineană (UVO) (Українська Військова Організація) și, în cele din urmă, Organizația Naționaliștilor Ucraineni (OUN) (Організація Українських Націоналістів).
Autoritățile poloneze l-au arestat pe Stețko în 1934 datorită activităților naționaliste și l-au condamnat la 5 ani de închisoare. El a ispășit doar o parte sentinței, în 1937 beneficiind de prevederile unei amnistii generale. 
În perioada 1929-1934, Iaroslav Stețko a studiat filozofia în cadrul Universităților din Lviv și Cracovia. În deceniul al patrulea avea să fie ales printre liderii Organizației Naționaliștilor Ucraineni (OUN).

## 1941

### Operațiunea Barbarossa
Germania Nazistă a declanșat invazia în URSS pe 22 iunie 1941, operațiune care s-a bucurat inițial de un succes excepțional. 

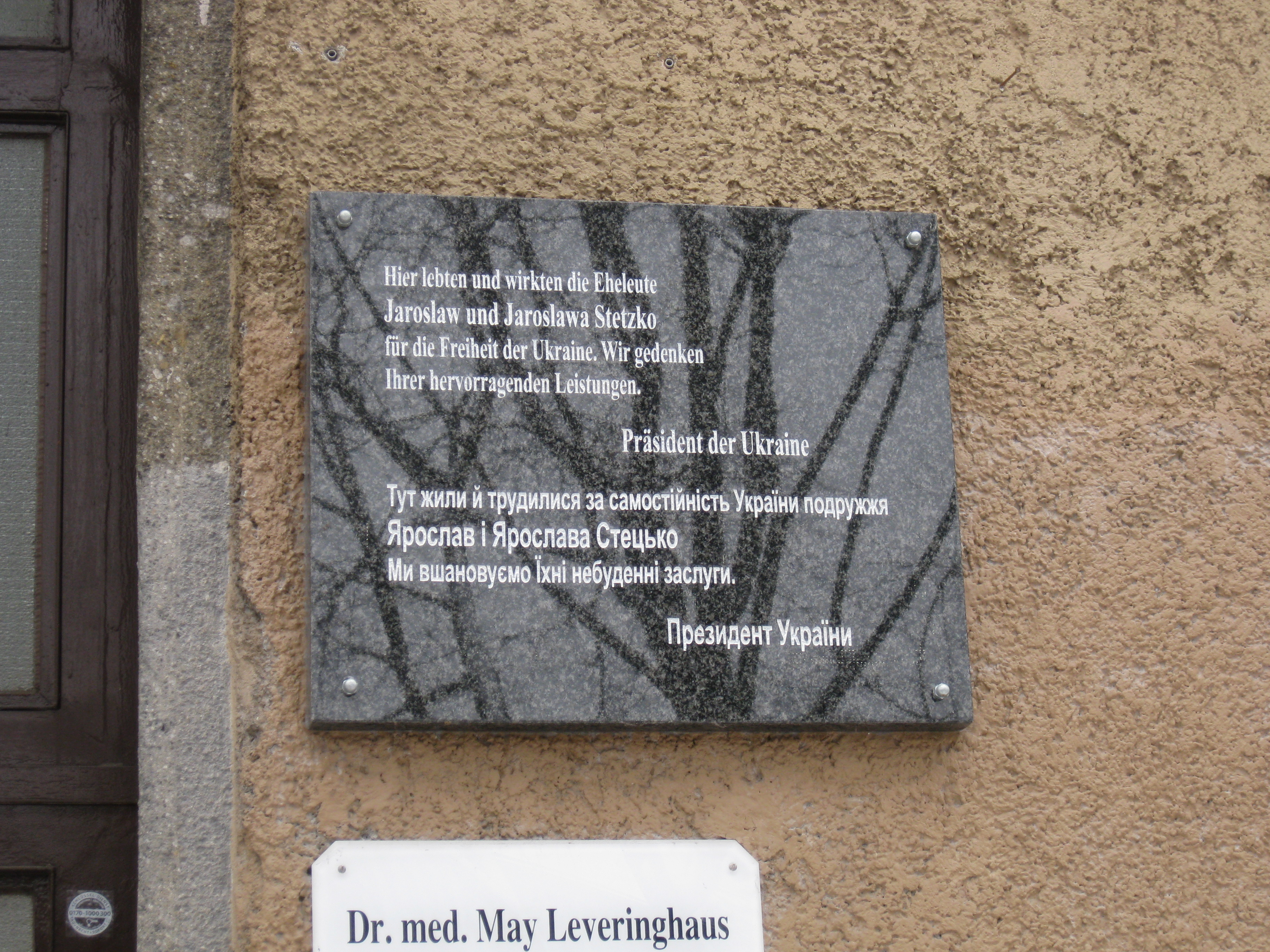
Placa memorială a lui Iaroslav Stețko și a soției sale, Iaroslava, din München, Zeppelinstrasse

### Naziștii și OUN
Mai înainte de declanșarea Operațiunii Barbarossa, unii dintre membrii organizației „Pușcașii Siciului” au început să se instruiască în Germania, sperând că vor participa la lupta pentru eliberarea Ucrainei. Mulți dintre membrii acestei organizații făceau parte și din Organizația Naționaliștilor Ucraineni. Ei au format primele unități ale ucrainenilor din cadrul Wehrmachtului: batalioanele Roland și Nachtigall.
După ce trupele germane au spart frontul sovietic la sfârșitul lunii iunie 1941, numeroși dintre acești soldați au revenit în Ucraina, în speranța că pot participa la edificarea statului independent ucrainean. 

### Proclamarea independenței,  30 iunie 1941
Pe 30 iunie 1941, Organizația Naționaliștilor Ucraineni (facțiunea Bandera) a proclamat la Lviv Statul Ucrainean și l-a ales în pe Iaroslav Stețko în funcția de președinte. 

## Arestarea și eliberarea

### Arestarea de către naziști
Proclamarea statului independent ucrainean a fost o surpriză pentru naziști. Înaltul comandament german a lansat un ultimatum, cerând OUN să revoce proclamația de independență. Cum OUN a refuzat să se conformeze, germanii i-au arestat pe Stețko și pe unii dintre membrii guvernului ucrainean, după care i-au trimis în lagărul de concentrare Sachsenhausen.

### Eliberarea
Stețko a fost eliberat din prizonierat în 1944. El a preferat să se refugieze în München în loc să se întoarcă în URSS, unde se temea că îl așteaptă o moarte sigură. 

## Perioada postbelică
Stețko a continuat să fie foarte activ din punct de vedere politic după încheierea celui de-al doilea război mondial. El a călătorit în diferite țări ale lumii, evidențiindu-se printr-o atitudine anticomunistă fermă. 

### Blocul Antibolșevic al Națiunilor
În 1946, Stețko a contribuit la crearea unei organizații antisovietice, Blocul Antibolșevic al Națiunilor, al cărei președinte a fost până la moartea sa. 

## Moartea
Iaroslav Stețko a murit pe 5 iulie 1986 în München, Germania de Vest. 